# Дерозио, Генри
Генри Луи Вивьен Дерозио (англ. Henry Louis Vivian Derozio; 18 апреля 1809 — 26 декабря 1831) — индийский поэт, мыслитель и общественный деятель. Писал на английском языке, один из основоположников индийской англоязычной литературы.

## Биография

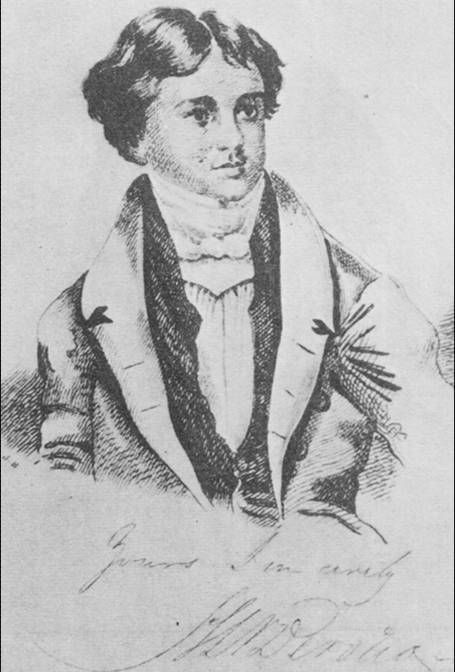

Генри Дерозио родился в Калькутте, в англо-индийской семье с английскими, португальскими и индийскими корнями. После окончания колледжа Дерозио некоторое время работал клерком в фирме своего отца. В 1826 году ему впервые удается опубликовать свои стихи и получить известность в литературных кругах Калькутты. Дерозио начинает заниматься журналистской работой, а в 1828 году получает должность преподавателя английской литературы в Хинду Колледже (одно из престижнейших учебных заведение Бенгалии). Дерозио поддерживал деятельность Раммохана Рая, направленную на запрет сати. Молодой поэт находился под влиянием идей французских просветителей, был хорошо знаком с философией Канта и Юма. Вскоре вокруг Дерозио сформировался кружок студентов Хинду Колледжа (т. н. «младобенгальцы»). Группа Дерозио критиковала традиционное индуистское общество с просветительских позиций. В 1829 году Дерозио со своими единомышленниками (Рошикришно Маллик, Кришномохан Банерджи) основал журнал «Калейдоскоп». Помимо литературных произведений, Дерозио публиковал в журнале также и статьи на общественно-политические темы. Дерозио достаточно критически относился к британской администрации в Бенгалии — он выступал за большее участие бенгальцев в управлении страной, требовал введения единой судебной системы для индусов, мусульман и христиан.
Взгляды Дерозио, а особенно поведение его учеников (ношение европейской одежды, демонстративное пренебрежение кастовыми правилами) вызвали возмущение ортодоксальных индусов. Их лидеры обвиняли Дерозио в атеизме и в развращении молодёжи. В 1831 году он был отстранен от преподавания в Хинду Колледже. Дерозио полностью погружается в журналистскую работу, начинает борьбу за введение единого гражданского кодекса, но в декабре 1831 года он заболел холерой и умер.

## Наследие
Дерозио находился под влиянием современного ему европейского романтизма. Многие его произведения описывают борьбу индийцев против мусульманских завоевателей в средние века. Фактически, Дерозио одним из первых индийских писателей стал развивать идеи общенационального патриотизма. Деятельность Дерозио оказала существенное влияние на литературу и общественную мысль Бенгалии и всей Индии.